# هیدروکسی کینورنین
۳-هیدروکسی کینورنین 3-Hydroxykynurenine یکی از متابولیت‌های تریپتوفان است. این ماده در عدسی چشم انسان، نقش فیلترکننده اشعه فرابنفش را دارد.